# Samir Odeh-Tamimi
Samir Odeh-Tamimi (arabisch سمير عودة تميمي; hebräisch סמיר עודה־תמימי; * 5. Januar 1970 in Dschaldschulija bei Tel Aviv) ist ein palästinensisch-israelischer Komponist.

## Leben und Werk
Odeh-Tamimi wuchs in Israel auf. Er spielte von 1984 bis 1989 als Keyboarder und Schlagzeuger in verschiedenen namhaften Ensembles für traditionelle arabische Musik. Mit 22 Jahren zog er nach Deutschland. Dort absolvierte er von 1992 bis 1996 das Studium der Musikwissenschaft an der Christian-Albrechts-Universität zu Kiel. Es folgte ein Studium bei Younghi Pagh-Paan (Komposition) und Günter Steinke (Werkanalyse) an der Hochschule für Künste Bremen. Er erhielt Stipendien der Arab Student Aid International Foundation, des Deutschen Akademischen Austauschdienstes, der Deutschen Akademie Casa Baldi in Rom, des Berliner Senats für einen Paris-Aufenthalt sowie der Kulturakademie Tarabya in der Türkei.
Eingeladen wurde er zum Festival der pgnm bremen 2002 (zwei Uraufführungen) sowie 2004 nach Israel für ein Konzert des Israelischen Kammerorchesters unter der Leitung von Noam Sheriff. Er war Composer in Residence der orgel-mixturen 8. Internationales Festival für zeitgenössische Orgelmusik der Kunststation St. Peter in Köln (2012) und beim Festival Artes Vertentes in Tiradentes, Brasilien (2014). 
Samir Odeh-Tamimi erhielt Kompositionsaufträge von unter anderem den Salzburger Festspielen, der Ruhrtriennale, dem Konzerthaus Berlin, den Donaueschinger Musiktagen, dem Westdeutschen Rundfunk Köln und den Festivals Musica Viva, Ultraschall Berlin, Zeitkunst und Klangspuren Schwaz.
Zu den Interpreten seiner Musik gehören das Rundfunk-Sinfonieorchester Berlin, das Symphonieorchester des Bayerischen Rundfunks, das Ensemble Modern, Ensemble MusikFabrik, Ensemble Resonanz, das ensemble mosaik sowie die Dirigenten Péter Eötvös, Vinko Globokar, Johannes Kalitzke und Alexander Liebreich.
Odeh-Tamimi ist seit 2016 Mitglied der Akademie der Künste Berlin.

## Preise
- 2003: 1. Preis beim Komponistenwettbewerb der Elisabeth-Schneider-Stiftung, mit dem Ensemble Aventure Freiburg[3]
- 2016: Deutscher Musikautorenpreis[3]

## Werke (Auswahl)
Werke für Orchester
- Bukká (2003) für Streichorchester, Streicher: 5. 5. 4. 3. 1., Uraufführung 2003 in Berlin / D: 7 min.
- Hálatt-Hissár (2003–2004) für einen Sprecher und 31 Instrumentalisten, Spr. / 3 (Picc). 3. 3 (Bkl). 2. Kfg. / 4. 3. 3 (3 Bps). 1. / 2 Schlzg. / 0. 0. 0. 0. 6., Uraufführung: Bochum, 3. April 2004 / D: 14 min.
- Gdadrója (2004/2005) für drei Soprane und 41 Musiker, 3 S. / 2. 2. 2. 1. Kfg. / 2. 2. 2 (Bps). 1. / Klav. 2 Schlzg. / 8. 6. 5. 4. 2., Uraufführung: Donaueschingen, 15. Oktober 2005 / D:  9 min.
- Láma poím... (2005/06) für Orchester mit Ud, Ud (verst.) / 2. 1. Eh.. 2. Bkl. 2. / 3. 3. 3. 0. / 1 Schlzg. / 8. 8. 8. 6. 4., Uraufführung Erstfassung: Stuttgart, 27. Juli 2006, Uraufführung definitive Fassung: Schwaz, 6. September 2008 / D: 11 min.
- shira shir (2006) für Bariton und Orchester, Text: Jizchak Katzenelson, Bar. / 3. 3. 3. 1. Kfg. / 4. 3. 3. 1. / 2 Schlzg (Tomtom, gr. Tr., chines. Becken; Donnerblech; Tchanchiki). / 16. 14. 12. 10. 8., Uraufführung: Berlin, 27. Januar 2007 / D: 7 min.
- Aufbruch (2008) für Streichorchester, 4. 4. 4. 3. 2., Uraufführung: München, 13. März 2008 / D: 11 min.
- Rituale (2008) für Orchester, Auftrag: musica viva / BR, Uraufführung: München, 6. Februar 2009  (Symphonieorchester des BR, Ltg.: Arturo Tamayo)
- Gidim (2017) für Orchester, UA: 8. Juli 2017, Freiburg, 18'

Werke für Chor
- Madjnun II (2010) für Blockflöte und Männerchor, Uraufführung: Köln, 25. März 2010 (Jeremias Schwarzer, Blfl; WDR-Chor, Ltg.: Rupert Huber)
- Leila und Madschnun (2010) für Bariton-Counter, kleinen Chor und Ensemble. Theatralische Erzählung nach Nizami, Musik: Samir Odeh-Tamimi, Text: Albert Ostermaier. Uraufführung: Bochum, 20. August 2010 (musikFabrik, ChorWerk Ruhr, Ltg.: Peter Rundel) / D: ca. 2 Stunden
- Mansūr (2014), basierend auf Texten von und über den Sufi-Mystiker Mansūr Al-Hallāğ, für großen Chor, 4 Blechbläser und 2 Schlagzeuger, UA: 26. Juli 2014 Salzburger Festspiele (Chor des Bayerischen Rundfunks, Mitglieder des Symphonieorchesters des Bayerischen Rundfunks, Dirigent: Rupert Huber)
- Ramádi (2016) für Chor und zwei Schlagzeuger, UA: 28. Oktober 2016, Essen, 10'
- Timna (2019) für gemischten Chor, Perkussion, Flöte, Viola, Violoncello und Kontrabass, UA: 9. Februar 2020, Stuttgart, 17'

Werke für Kammermusik
- Anín (1999) für acht Instrumentalisten, Afl. Kl (Bkl). 2 Schlzg. Vl. Va. Vc. Kb., Uraufführung 2000 in Tel Aviv, 2000 / D: 8 min.
- Ahinnu (2001) für drei verstärkte Blockflöten, 3 Blfl (mit Schlzg).,Uraufführung: Oldenburg 2001 in Oldenburg / D: 4 min.
- Hutáf Al-Arwáh II (2001) für 11 Instrumentalisten, Bfl (Afl). Kl (Bkl). Hr. Tr. Bps. Schlzg. Klav. Vl. Va. Vc. Kb., Uraufführung 2003 in Bremen / D: 8 min.
- Ahinnu II (2002) für sieben Instrumentalisten, Fl (Picc). Ob. Kl (Bkl). Schlzg. Vl. Va. Vc., Uraufführung 2003 in Wiesbaden, 2003 / D: 7 min.
- Ja-Nári (2003) für Trompete, Horn, Bassposaune und Schlagzeug, Uraufführung 2003 in Freiburg / D: 6 min.
- Li-Umm-Kámel (2004) für Flöte, Klavier und Schlagzeug, Uraufführung: Basel, 15. Mai 2004 / D: 8 min.
- Námi (2004) für Sopran und 5 Instrumentalisten, S. Blfl. 3 Va. Cem., Uraufführung: München, 6. Oktober 2004 / D: 6 min.
- Ratháa (2004) für Kontrabass und Akkordeon, Uraufführung: Saarbrücken, 22. Mai 2004 / D: 7 min.
- Shattíla (2004/2005) für Klarinette, Violine, Violoncello und Klavier, Uraufführung: Paris, 29. Mai 2005 / D. 5 min.
- Li-Sabbrá (2005) für Blockflöte und Schlagzeug, Uraufführung: Nürnberg, 9. Juni 2005 / D: 6 min.
- Madih (2006) für vier arabische Musiker und Kammerensemble, Ney. Ud. Qanun. Djoza. / Ob. Kl. Fg (Kfg). Ps. Hr. Schlzg. Vl. Vla. Vc. Kb., Uraufführung: Kassel, 27. September 2007 / D: 12 min.
- Challomot [Träume] (2007/08) für Stimme, Blockflöte, Posaune, Klavier und Schlagzeug, Texte: Selma Meerbaum-Eisinger, Uraufführung: Köln, 5. April 2008 / D: 27 min.
- Cihangir (2008) für Kammerensemble, 1. 1 (Eh). 2. 1 (Kfg). / 1. 2. 1. 0. / 2 Schlzg. / 1. 1. 1. 2. 1., Auftrag: Siemens Arts Program (Projekt "into"), Uraufführung: Frankfurt, 11. Oktober 2008 (Ensemble Modern) / D: 15 min.
- Jabsurr (2009) für Violoncello und Klavier, Auftrag: Festival Zeitkunst und Kira Auguste Prinzessin von Preußen, Uraufführung: Berlin, 7. November 2009 (Julian Arp, Vc.; Casper Frantz, Klav.)
- Philaki (2009) für sieben Instrumentalisten, Uraufführung: Berlin, 20. Januar 2010 (Horenstein-Ensemble)
- Leila und Madschnun (2010) für Bariton-Counter, kleinen Chor und Ensemble. Theatralische Erzählung nach Nizami, Musik: Samir Odeh-Tamimi, Text: Albert Ostermaier. Uraufführung: Bochum, 20. August 2010 (musikFabrik, ChorWerk Ruhr, Ltg.: Peter Rundel) / D: ca. 2 Stunden
- Hinter der Mauer (2010). Oratorium nach einem Gedicht von Christian Lehnert. Kompositionsauftrag des RIAS Kammerchores anlässlich des 20. Jahrestages der Deutschen Wiedervereinigung. Uraufführung: Berlin, Radialsystem V, 1. Oktober 2010. Künstlerische Leitung: Hans-Christoph Rademann, RIAS Kammerchor, musikFabrik – Ensemble für Neue Musik, Gesa Hoppe (Sopran), Christophe Mortagne (Tenor), Frank Wörner (Bariton), Romain Bischoff (Bariton)
- Amál (2012) für zwei Klaviere, UA: 15. Feb. 2012, Hamburg, The Sound of Israel, eine Veranstaltung der Elbphilharmonie (Duo Amál)
- Ód (Noch) (2012) für Schalmei und Akkordeon, UA: Uraufführung: 4. Nov. 2012, Ehemalige Synagoge Hainsfarth (mixtura)
- Headlands (2013) für Sopran, Klarinette, Posaune, Violoncello, Klavier und Schlagzeug, UA: 24. Nov. 2013, Berlin, Villa Elisabeth, ZEITKUNST Festival
- Huwa (2013) für Bariton und Klaviertrio, UA: 4. Sept. 2013, Hamburg Laeiszhalle/ 8. September 2013, Berlin Radialsystem (Boulanger Trio)
- Ringparabel (2014), Streichquartett, UA: 5. Juni 2014, Schlosskonzert Odenburg (Ventapane Quartett)
- Ód (2015) für Oboe d’amore und Akkordeon, UA: 15. Mai 2015, Zepernik
- alif (2016), experimentelles Musiktheater, Ensemble: Zafraan Ensemble, Komponisten: Stefan Goldmann und Samir Odeh-Tamimi, Rauminstallation: Chiharu Shiota, UA: 18. März 2016, MaerzMusik Festival, Ort: Radialsystem V, Berlin, ca. 4 Stunden
- LÁMED (2014), für Klaviertrio und Tenorbassposaune, UA: 20. September 2014, Belo Horizonte, 12'
- Mansur (Al-Hallāğ) für Chor, 4 Blechbläser und 2 Schlagzeuger, mit Texten von und Betrachtungen über den Sufi-Mystiker Mansur al-Hallag, UA: 26. Juli 2014, Salzburg, 18'
- Ód (2015) für Klarinette und Akkordeon
- Ód (2015) für Oboe d’amore und Akkordeon, UA: 15. Mai 2015, Zepernik
- Adád (2016) für Schalmei und Akkordeon, UA: 23. Januar 2016, Berlin, 8'
- L'Apocalypse Arabe I (2016), für Chor und Ensemble, Text: Etel Adnan, UA: 10. März 2016, Brüssel, 9'
- Palmyra (2016) für Ensemble, UA: 29. Oktober 2016; Heidelberg, 13'

Werke für Kammerchor
- Rojagdád (2005) für drei Soprane, Alt und Countertenor, Uraufführung: Amsterdam, 10. September 2006 / D: 4 min.
- Garten der Erkenntnis (2010/2011) für sechs Stimmen und zwei Posaunen. Uraufführung: ECLAT Festival Neue Musik Stuttgart, Theaterhaus, T1, Sonntag, 13. Februar 2011
- Ka anna ha (2011), UA: 27. März 2011, Escalier du Chant/Pinakothek der Moderne, München (Truike van der Poel, Mezzosopran; Martin Nagy, Tenor; Guillermo Anzorena, Bariton)
- O Leute, rettet mich vor Gott (2012) für fünf Stimmen, UA: 9. Sept. 2012, Musikfest Stuttgart, Südkirche, Esslingen (Neue Vokalsolisten)
- Jarich (Mondgott) (2013/14) für drei Frauenstimmen und Elektronik (Teil des Projekts Mediterranean Voices), UA: 9. Feb. 2014, Stuttgart (Neue Vocalsolisten Stuttgart), D.: 10 min.
- L'Apocalypse Arabe I (2016), für Chor und Ensemble, Text: Etel Adnan, UA: 10. März 2016, Brüssel, 9'

Werke für Soloinstrumente
- Tamáni I (2003) für Violoncello solo, Uraufführung 2003 in Palermo / D: 5 min.
- Zikkrá (2003) für Schlagzeug solo, Uraufführung 2003 in Strasbourg / D: 6 min.
- Tslalim (2006) für Akkordeon, Uraufführung: München, 16. Februar 2007 / D: 10 min.
- Eine Erinnerung für das Vergessen (2006) für Klavier, Uraufführung: Kassel, 5. November 2006 / D: 5 min.
- Tamáni II (2008) für Violoncello solo, Uraufführung: Panicale (Umbrien) / D: 8 min.
- Challom Kattan (2008) für Flöte solo mit großer Rahmentrommel, Uraufführung: Bremen, 17. Mai 2008 / D: 3 min.
- Skià (2008) für Klavier, Uraufführung: New York, 9. September 2008 / D: 10 min.
- Uffukk (2010) für Violoncello solo, Uraufführung: Wismar, 12. März 2010 (Julian Arp) / Dauer: 9 min.
- χωρίς όνομα (Choris Onoma, ohne Namen) (2012) für Orgel, UA: 7. Okt. 2012, orgel-mixturen 2012, 8. Internationales Festival für zeitgenössische Orgelmusik, St. Peter, Köln (Dominik Susteck)
- Polígonos (2016) für Klavier und Elektronik, UA: 17. Juni 2017, Stuttgart, 23'
- Solo für Viola (2016) Uraufführung: 18. März 2016, Berlin, 7'
- Solo für Violine (2016), Uraufführung: 18. März 2016, Berlin, 7'
- Lámed II (2017) für Saxophon solo, 7', Porträt CD Zafraan Ensemble 2017
- Lámed III (2017) für Bassklarinette solo, 7', Porträt CD Zafraan Ensemble 2017
- Lámed IV (2017) für Trompete solo, 7', Porträt CD Zafraan Ensemble 2017
- Šamaš (2018) Konzert für Viola und Streichorchester, UA: 31. Oktober 2018, Stuttgart, 18'
- Madjnun (2009) für Blockflöte und Streichorchester, Auftrag: Stiftung Kunst und Kultur NRW, Uraufführung: München, 19. November 2009  (Münchener Kammerorchester, Ltg.: Alexander Liebreich)

Quelle:

## Diskografie
Samir Odeh-Tamimi: Werke (Madjnun II / Jabsurr / Ahinnu II / Shira Shir / Philaki / Garten der Erkenntnis / Gdadroja). Mit Jeremias Schwarzer, WDR Rundfunkchor Köln, Ensemble musikFabrik, Radio Kammerphilharmonie Hilversum (Wergo; 2011)
Samir Odeh-Tamimi: Kammermusik (Lámed, Uffukk, Li-Sabbrá, Lámed II, Alif, Stück für Violine solo, Lámed III, Li-Umm-Kámel); Mit dem Zafraan Ensemble, Salome Kammer, Manuel Nawri (Kairos; 2018)